# 意大利陆军元帅

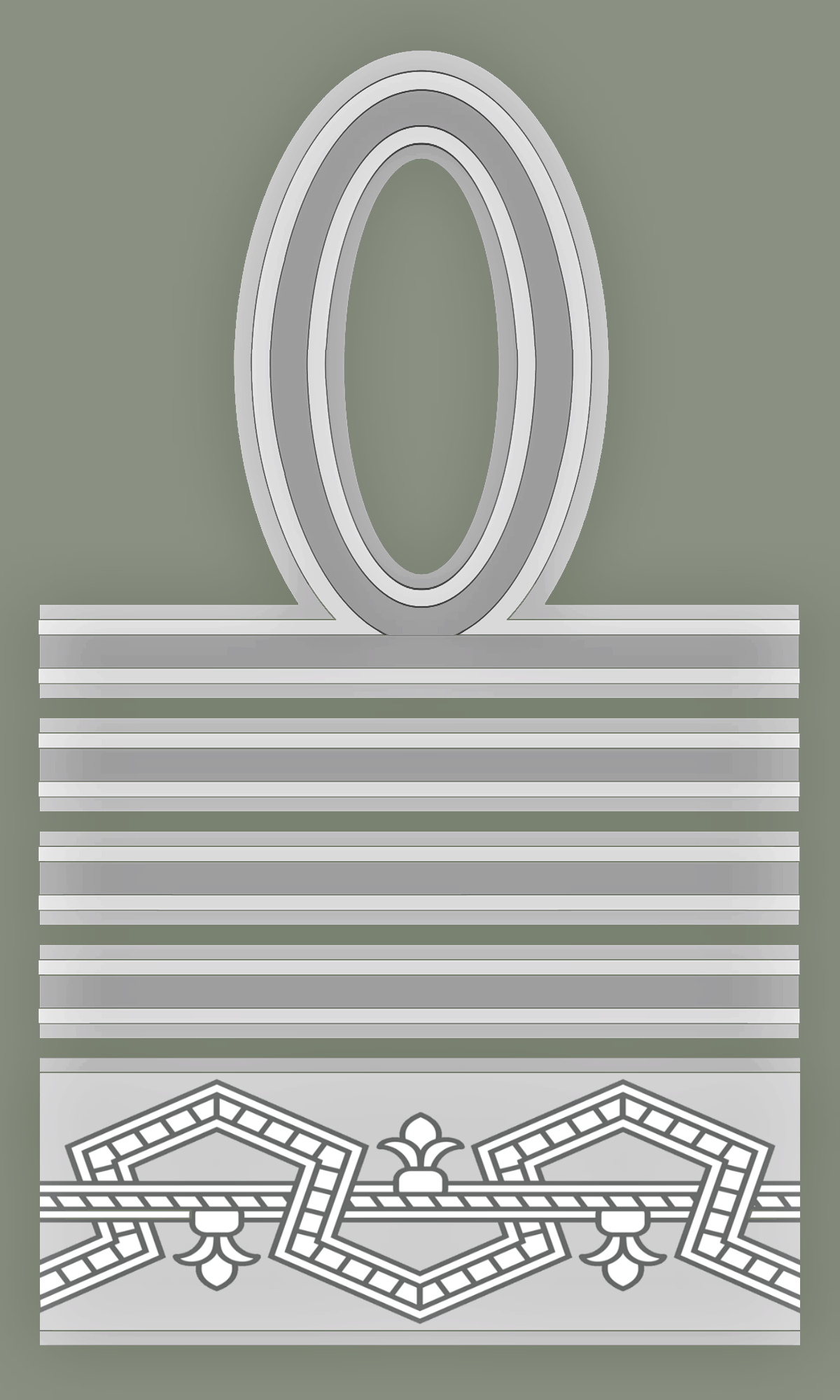
意大利陆军元帅袖章 (1933-1945).

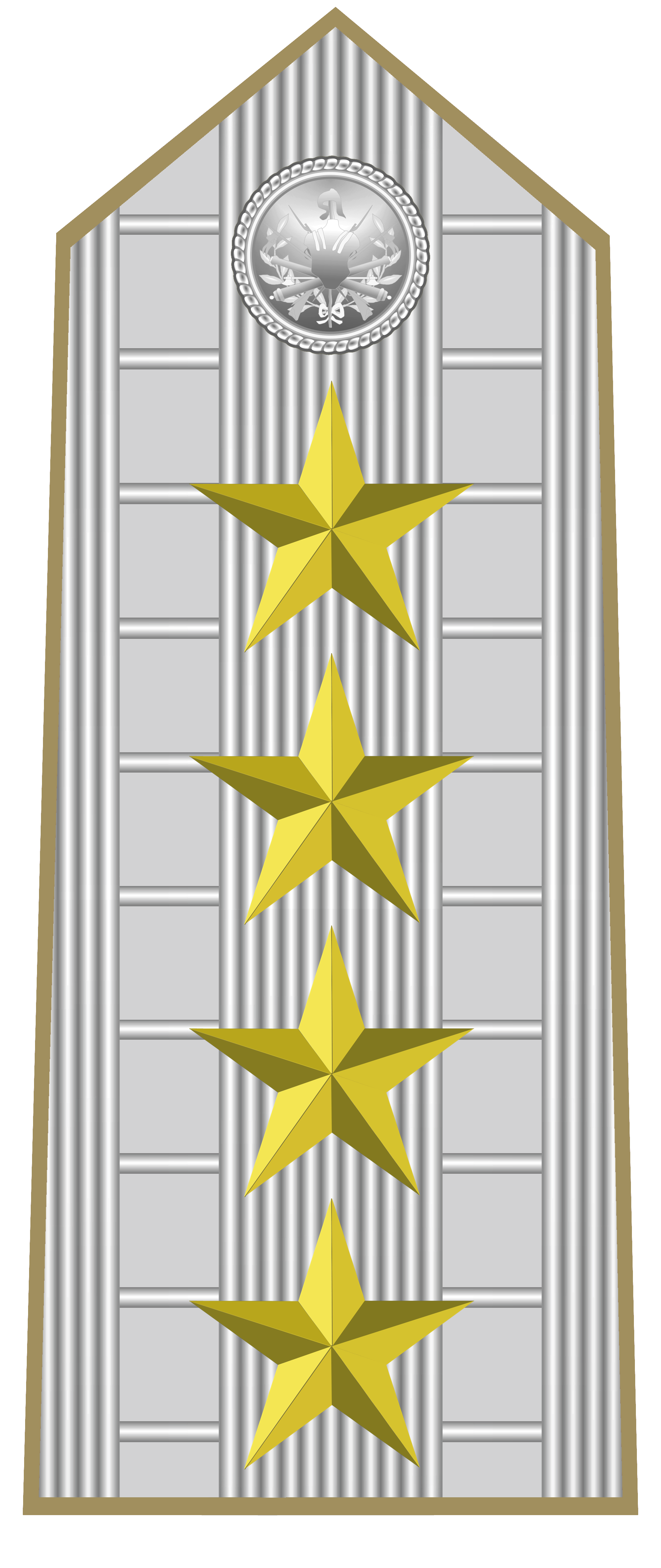
意大利陆军元帅肩章 (1945-1947).

意大利陆军元帅 (意大利语:Maresciallo d'Italia) 意大利皇家陆军的一个军衔(Regio Esercito)，最初创立于1924年，由意大利独裁者贝尼托·墨索里尼授予路易吉·卡多尔纳和阿尔曼多·迪亚兹将军，从1926年到1943年共有13人获得此军衔。最高等级是1938年创建的最高帝国元帅。1946年意大利共和国成立后，意大利陆军元帅军衔被废止。
意大利皇家海军(Regia Marina)与此相当的军衔是海军元帅(Grande Ammiraglio)，空军(Regia Aeronautica)为空军元帅(Maresciallo dell'Aria)，意大利共和国成立后，一起被废止。

## 意大利陆军元帅列表
- 路易吉·卡多尔纳 (1924年的11月4日)
- 阿尔曼多·迪亚兹 (1924年的11月4日)
- 第二代奥斯塔公爵 (1926年的6月25日)
- 佩特罗·巴多格里奥 (1926年的6月25日)
- 恩里科·卡维利亚 (1926年的6月25日)
- 加埃塔诺·贾尔迪诺 (1926年的6月25日)
- 古列尔莫·佩科里·吉拉尔迪 (1926年的6月25日)
- 埃米利奥·德博诺 (1935年的11月16日)
- 鲁道夫·格拉齐亚尼 (1936年的5月9日)
- 乌戈·卡瓦莱罗 (1942年的7月1日)
- 埃托雷·巴斯蒂科 (1942年的8月12日)
- 翁貝托親王 (1942年的10月29日)
- 乔瓦尼·梅塞 (1943年的5月12日)